# 안병준
안병준(安柄俊, 1990년 5월 22일~)은 조선적을 지닌 재일 한국인 전 축구 선수로 포지션은 센터포워드였다.

## 구단 경력
2013 시즌을 앞두고 가와사키 프론탈레에 입단했다. 하지만 시즌 시작 전 부상으로 수술을 하게 되면서 전열에 이탈했다. 2013년 5월 15일 열린 오미야 아르디자와의 J리그컵 경기에서 프로 데뷔전을 치렀다. 2014년 9월 14일 열린 도쿠시마 보르티스와의 경기에서 J리그 데뷔골을 기록했다.
2015 시즌 여름 이적시장에서 제프 유나이티드 이치하라 지바로 임대 이적했다.
2016 시즌을 앞두고 츠바이겐 가나자와로 임대 이적했다.
2017시즌을 앞두고 로아소 구마모토로 이적했다. 안병준은 구마모토에서 주전 공격수로 활동했다. 2018 시즌에는 10골 4도움의 기록을 남겼다.

### 수원 FC
2019 시즌을 앞두고 K리그2의 수원 FC로 이적했다. 3월 27일 열린 충주 시민축구단과의 FA컵 경기에서 수원 FC 입단 후 첫 골을 터뜨렸다. 2019년 31일 열린 대전 시티즌과의 경기에서 K리그 데뷔골을 기록했다. 6월 15일 열린 아산 무궁화와의 경기에서 멀티골을 기록하며 팀의 2-0 승리를 이끌었다.
 시즌 17경기에 나서 8골을 기록했다. 2020년 5월 9일 열린 대전 하나 시티즌과의 리그 개막전 경기에서 시즌 마수걸이 골을 기록했다. 시즌 리그 26경기에 출전해 21골을 기록하는 엄청난 활약으로 K리그2 득점왕의 자리에 올랐으며 팀의 플레이오프 진출에 기여했다. 이후 안병준은 12월 2일에 열린 경남 FC와 K리그2 플레이오프 경기에서 후반 추가 시간에 페널티킥 골을 성공시켜 1-1을 무승부를 만들어내며 소속팀을 승격으로 이끌었다. 시즌 종료 이후 K리그2 MVP와 베스트 11에 선정되었다.

### 부산 아이파크 1기
2021 시즌을 앞두고 부산 아이파크로 이적했다. 안병준은 부산의 주전 공격수로 활동했으며 K리그2에서 23골을 기록하며 득점상을 수상했다.

### 수원 삼성 블루윙즈
2022 시즌 중 여름이적시장을 통해 수원 삼성 블루윙즈로 이적하였다. 7월 16일에 치러진 울산 현대와의 경기에서 수원 이적 후 첫 득점을 기록했다.

### 부산 아이파크 2기
2024년 1월 12일, 부산 아이파크는 공식 홈페이지를 통해 안병준이 수원 삼성 블루윙즈에서 부산 아이파크로 이적했다고 발표했다.

## 국가대표팀 경력
일본 조선학교에 다니던 2007년, 조선민주주의인민공화국 U-17 축구 국가대표팀에 차출되어 2007년 FIFA U-17 월드컵에 참여했다.
2012년 3월 26일 열린 이라크와의 AFC 챌린지컵 예선 경기에서 국가대표팀 데뷔전을 치렀다.
2015년 EAFF 동아시안컵에 참여하는 조선민주주의인민공화국 대표팀에 포함되었다. 하지만 출전을 기록하지는 못했다.
2017년 EAFF E-1 풋볼 챔피언십에 참가하는 조선민주주의인민공화국 대표팀에 차출되었다. 안병준은 해당 대회에서 3경기에 모두 출전했다.

## 수상 내역

### 개인
- K리그2 MVP: 2020, 2021
- K리그2 득점상: 2020, 2021
- K리그2 베스트 11: 2020, 2021